# توماس پوزو
توماس پوزو (انگلیسی: Tomás Pozzo؛ زادهٔ ۲۷ سپتامبر ۲۰۰۰) بازیکن فوتبال اهل آرژانتین است.